# John Coolidge Adams
John Coolidge Adams (n. 15 februarie 1947 Worcester, Massachusetts) este un compozitor din  Statele Unite ale Americii.